# Буянов, Владимир Петрович (конструктор)
Влади́мир Петро́вич Буя́нов (25 июля 1915, Петроград — 27 октября 2002, Москва) — советский конструктор, специалист в области разработки ядерных зарядов и ядерных боеприпасов.

## Биография
Окончил Московский энергетический техникум (1937).
В 1937—1947 годах радиомонтажник на заводе имени С. Орджоникидзе, техник, начальник отдела в Электросвязи Мосэнерго.
В 1947—1964 годах в РФЯЦ-ВНИИЭФ, должности — от инженера до заместителя начальника сектора.
В 1964—1987 годах начальник конструкторского отдела ВНИИА.

## Награды и премии
- Сталинская премия второй степени (1951) — за участие в разработке системы инициирования изделия РДС
- Сталинская премия третьей степени (1953) — за разработку конструкции основных узлов изделий РДС-6с, РДС-4 и РДС-5
- Ленинская премия (1962) — за участие в организации и проведении испытаний первого поколения ядерных зарядов и первой водородной бомбы.
- два ордена Ленина (1956, 1962)
- три ордена Трудового Красного Знамени (1951, 1967, 1971)
- медали